# Frühkindliche Bildung
Frühkindliche Bildung beinhaltet die Bildung von Kindern ab Geburt bis ins Vorschulalter. Im Gegensatz zur Frühförderung geht es bei der frühkindlichen Bildung um die Förderung der geistigen, moralischen, kulturellen und körperlichen Entwicklung nicht behinderter Kinder. Sie wird meist im engen Zusammenhang mit der Betreuung und Erziehung des Kindes betrachtet. Die frühkindliche Bildung umfasst unterschiedliche institutionelle Formen in verschiedenen europäischen Ländern (Kindergärten, Vorschulen, Schulkindergärten u. a., insbesondere Level 0 der ISCED-Klassifikation umfassend) und wird zunehmend auch für den Bereich der Kinderkrippen als relevant angesehen. Die Frühpädagogik ist diejenige Fachrichtung der Pädagogik, die sich mit frühkindlicher Bildung und Entwicklung befasst (siehe auch: Entwicklungspsychologie).

## Einfluss auf die kindliche Entwicklung
Die ersten Jahre der Kindheit gelten als Zeitfenster mit besonderen Entwicklungs- und Lernchancen, in dem die Grundlagen für alle späteren Lernprozesse gelegt werden.
In zunehmendem Maße werden Kinder und Pädagogen als aktive Ko-Konstrukteure von Wissen und Kultur aufgefasst.
Im 12. Kinder- und Jugendbericht der deutschen Bundesregierung von 2005 wurde aufgezeigt, dass Kinder in der frühen Kindheit Beziehungen eingehen und lernen, ihre Fähigkeiten zu entwickeln und sich ihre Lebenswelt anzueignen, und dass dabei „Entwicklungs- und Bildungsprozesse kleiner Kinder […] in jeder Hinsicht abhängig von der Lebensumwelt, die ihre primären Bezugspersonen und andere Erwachsene ihnen bereitstellen“ sind. Eine besondere Rolle wird den Bezugspersonen zugeschrieben. Bezüglich der frühkindlichen Bildung wird im Bericht hervorgehoben: „In der Kleinkindphase, spätestens ab dem dritten Lebensjahr, bedürfen Kinder neuer, den familialen Rahmen erweiternde und ergänzende Bildungsgelegenheiten.“
Im 13. Kinder- und Jugendbericht 2009 wurde bezüglich des unter dreijährigen Kindes auf die Rolle der Familie und die individuellen Eigenschaften Bezug genommen: „Gelingende oder weniger gelingende Entwicklungen lassen sich als Ergebnis mehr oder weniger guter Passung zwischen den Fähigkeiten und (Erziehungs-)Vorstellungen der Eltern und den Lebenszusammenhängen der Familie sowie den Entwicklungskompetenzen oder dem Temperament des Kindes beschreiben“.

## Staatsübergreifende Projekte und Initiativen zur frühkindlichen Bildung
Die frühkindliche Bildung gilt Anfang des 21. Jahrhunderts in der Europäischen Union als einer der Schlüsselbereiche, die die verstärkte Aufmerksamkeit der Mitgliedsstaaten erfordern. Besonderes Augenmerk kommt in der EU der Sprachförderung für Kinder, die durch persönliche, soziale, kulturelle oder wirtschaftliche Umstände benachteiligt sind, zu. Vorschulische Bildung und Betreuung spielen insbesondere eine wesentliche Rolle bei der sozialen Integration von Kindern.
Die frühkindliche Bildung war, ebenso wie die Erwachsenenbildung, ein zentrales Thema der europäischen Zusammenarbeit im Rahmen des Arbeitsprogramms der EU-Bildungsminister Allgemeine und berufliche Bildung 2010. Die Bildungsminister betonten 2007 die Bedeutung der Ausbildungsqualität von Frühpädagogen, der Curriculaentwicklung und der personellen und finanziellen Ausstattung der Einrichtungen der frühkindlichen Bildung.
In der Mitteilung der Europäischen Kommission von 2006 Effizienz und Gerechtigkeit in den europäischen Systemen der allgemeinen und beruflichen Bildung wurde hervorgehoben, dass die frühkindliche Erziehung und Bildung die Basis für das weitere Lernen verbessern, Schulabbrüche verhindern, zu mehr Bildungsgerechtigkeit führen und das allgemeine Kompetenzniveau steigern könne. Die daran anschließende Studie Early Childhood Education and Care in Europe: Tackling Social and Cultural Inequalities untersuchte länderübergreifende Daten und nationale Richtlinien zur frühkindlichen Betreuung, Bildung und Erziehung in Europa, insbesondere mit Bezug auf die soziale Integration. Des Weiteren wurde im Zusammenhang mit der Studie festgestellt:
- Gemäß der Absicht der Europäischen Kommission soll die Rate der Vierjährigen, die eine Bildungseinrichtung besuchen, von derzeit 87 % bis 2020 auf 90 % erhöht werden.
- In Europa überwiegen gegenwärtig zwei organisatorische Modelle für frühkindliche Bildung und Betreuung: entweder eine einheitliche Einrichtung für alle Kinder im Vorschulalter oder alternativ getrennte Einrichtungen für Kinder unter drei Jahren und für drei- bis sechsjährige Kinder.
- Unter allen sozialen, kulturellen und ökonomischen Faktoren, die ein Risiko für die Bildungserfolge von Kindern darstellen können, hat Armut die schwerwiegendsten Folgen. Dabei fällt nahezu jeder sechste Haushalt in Europa mit einem Kind unter sechs Jahren unter die Armutsgrenze.
- Qualitativ hochstehende Vorschulbildung versorgt alle Kinder mit einer guten Basis für ein lebenslanges Lernen und verringert Benachteiligung im Bildungsbereich.
- Als die wichtigsten Elemente für eine hochstehende Bildung und Betreuung werden angesehen: erstens ein günstiges Kinder-Betreuer-Verhältnis, zweitens eine hochstehende (akademische) Ausbildung für das Personal sowie drittens die Einbeziehung der Eltern.

Das Early Childhood Education and Care Policy Project der OECD, ein Politikprojekt zur frühkindlichen Betreuung, Bildung und Erziehung, zielte ebenfalls darauf ab, staatsübergreifend Informationen zur diesbezüglichen Situation in OECD-Staaten sowie den damit verbundenen Politikfeldern zu liefern.
Die OECD-Studien Starting Strong ergaben einen Vergleich der Investitionen der OECD-Staaten in frühkindliche Bildung und Betreuung  und führten zur Empfehlung, dass insbesondere in Deutschland stärker in die frühkindliche Bildung investiert werden solle. Auch Ergebnisse der PISA-Studien ließen die frühkindliche Bildung und Erziehung stärker in den Blickpunkt der Bildungs- und Sozialpolitik Deutschlands treten. 2004 wurde in diesem Zusammenhang die Rahmenvereinbarung der Bundesländer für die Verbesserung der frühen Bildung in Kindertageseinrichtungen verfasst.
Um dem Wandel der Zeit und den sich damit ändernden Herausforderungen an Bildung gerecht zu werden, hat die UNESCO 2015 das Programm BNE (Bildung für nachhaltige Entwicklung) ins Leben gerufen. Dieses Programm soll innerhalb seiner fünf Jahre das System der Bildung neu ordnen und die Rolle der Bildung stärken.
Bundesweit setzen zahlreiche Kindertagesstätten bereits das Programm der BNE um und erhalten unter anderem Unterstützung durch das Projekt KITA21, ein durch die S.O.F. Save Our Future – Umweltstiftung entwickelte Netzwerk.
Eine fehlende allgemein staatliche Zuständigkeit bewirkt, dass auch außerhalb dieses Netzwerkes andere innovative Kindertagesstätten, private Initiativen, Bildungsprojekte und Stiftungen es sich zur Aufgabe machen, die frühkindliche Bildung intensiver zu fördern.
Auch deren Ziel ist es, den Kindern die Grundlagen für das Lernen selbst anzueignen. Der spielerische Aufbau von „Selbst-Kompetenzen“ (Fähigkeit der Selbstartikulation, Selbsteinschätzung, Offenheit, Selbstbewusstsein) und das Erlernen mit kreativen Lösungsstrategien Probleme in Gemeinschaft mit anderen zu lösen, sind dabei die Hauptmerkmale.

## Staatenspezifische Strukturen und Institutionen

### Deutschland

#### Historische Entwicklung seit dem 19. Jahrhundert
In erster Linie war die Errichtung von Kinderbetreuungseinrichtungen in Deutschland eine Reaktion auf die Massenverelendung (Pauperismus) im Zusammenhang mit der Industrialisierung und Urbanisierung im frühen 19. Jahrhundert. Auf der anderen Seite gab es eine pädagogische Bewegung, die auf den Ideen Fröbels und Pestalozzis basierte und bestimmte erzieherische Ziele verfolgte. Historiker verweisen darauf, dass das Spannungsfeld von Fürsorge und Betreuung einerseits und Bildung und Erziehung andererseits zu Kontroversen zwischen den verschiedenen Akteuren (Kommunen, Kirche, Parteien, Pädagogen u. a.) von Beginn an geführt habe.
In Deutschland hatten der religiöse Pluralismus und der damit vergleichsweise schwach ausgeprägte Wettbewerb zwischen Kirchen und Staat eher eine Fragmentation der Betreuungsstrukturen zur Folge als die schnelle Entwicklung eines universellen Systems.
1851 kam es nach preußischem Gesetz zu einem Verbot der Fröbelkindergärten, sie wurden 1860 wieder zugelassen. Lange Zeit gab es eine klassenbezogene Trennung der Kinderbetreuung: sogenannte Volkskindergärten für die Kinder von materiell schlechter gestellten, auf der anderen Seite Bürgerkindergärten für die Kinder der bürgerlichen Mittelklasse. Es wurden jedoch von Anfang an Ansätze erkennbar, die keine strikte Trennung von Kleinkindbetreuung und Bildung verfolgten. 1839 noch standen nach preußischen Gesetz die „Warteschulen“ unter Aufsicht der Schulbehörde und wurden als Teil des Bildungsbereichs betrachtet. Öffentliche Erziehung hatte den Charakter eines Notbehelfs mit geringerer Qualität als die mütterliche Erziehung zu Hause.
Eine Abgrenzung der Kinderbetreuung vom schulischen Erziehungs-/Bildungswesen fand erst 1890 im preußischen Gesetz über Fürsorgeerziehung statt (Zuordnung zur Jugendhilfe). In der Weimarer Republik gab es 1920 eine nationale Schulkonferenz mit dem Ziel der Restrukturierung des Bildungssystems einschließlich der Kleinkindbetreuung, wobei die Mehrheitsmeinung sich im Reichsjugendwohlfahrtsgesetz von 1922 niederschlug (Zuständigkeit der Kleinkinderziehung fällt in die Verwaltungszuständigkeit der Jugendämter).
Um die 1970er Jahre herum lässt sich eine zweite entscheidenden Phase verzeichnen, in der Weichen für zukünftige Entwicklungen gestellt wurden. Sie ist vor allem charakterisiert durch eine Zunahme der Berufstätigkeit von Frauen. Die familienpolitische Reaktion in Deutschland beschreibt Bahle als subsidiäre Annäherung, wobei die grundlegende Tendenz des Staates darin liegt, die Familie bei der Erfüllung ihrer sozialen Aufgaben zu unterstützen. Dadurch wird nicht in den Ausbau der Kinderbetreuung investiert, das Angebot blieb im weiteren Verlauf im internationalen Vergleich stark zurück und beschränkte sich in den westlichen Bundesländern meist auf Teilzeitplätze. Während der Schul- und Hochschulreform der 1970er Jahre wurde von der Bund-Länder-Kommission für Bildungsplanung eine Zuordnung der Tagesbetreuung als erste Stufe der Erziehung/Bildung in Zuordnung zum Bildungsbereich gefordert. Durch die Wiedervereinigung wurden zwei Gesellschaften zusammengebracht, die im Bereich der Kinderbetreuung sehr unterschiedlich entwickelt waren: In der DDR war die Kinderbetreuung mit Zuständigkeit beim Erziehungsministerium in den Schulbereich integriert. Sie wurde überwiegend von volkseigenen Betrieben angeboten und war quantitativ stark ausgebaut. Nach der Übertragung des westdeutschen Systems auf die neuen Bundesländer mussten sich die Wohlfahrtsverbände in den neuen Bundesländern etablieren, wobei dort mehr Einrichtungen bestehen blieben als im Westen vorhanden waren. Mit dem Kinder- und Jugendhilfegesetz (KJHG) von 1990/91 wechselte die Zuständigkeit für die neuen Bundesländer zurück in den Wohlfahrtssektor, der bayrische Sonderweg wurde legitimiert. Erst in jüngerer Zeit, vor allem seit 1991 mit der Einführung eines „Rechtsanspruchs“ für 3-jährige Kinder auf Besuch einer Kindertagesstätte, werden im Hinblick auf Gleichstellungs- und Vereinbarkeitsdiskussionen sowie im Hinblick auf Bildungs- und Integrationsdiskussionen der Ausbau und die Qualität der Betreuung weiter entwickelt. Die Frage der Kompetenzzuordnung lebte 2002 wieder auf durch Deutschlands schlechtes Abschneiden bei der PISA-Studie. Als Ergebnis legte die Bildungsministerkonferenz 2002 fest, dass Bildung gegenüber der Betreuung einen vorgezogenen Stellenwert haben sollte.
2003 beschloss der europäische Rat die Einführung eines Benchmarkings für Kinderbetreuung, wonach bis 2010 33 % der Kinder unter 3 und 90 % der Kinder zwischen drei Jahren und dem schulpflichtigen Alter Zugang zu einer Kinderbetreuungseinrichtung haben sollen.

#### Grundstrukturen heute und einige Daten über den Umfang der öffentlichen Betreuung
Charakteristisch für Deutschland ist eine strikte Trennung zwischen Angeboten für Kinder vor dem Schulalter (Kindergarten/-krippen und Tagespflege) und der Schule als Bildungseinrichtung und anderen Angeboten formaler Bildung. Allein die Zuordnung der Kleinkindbetreuung zum Fürsorgebereich stellt jedoch im internationalen Vergleich noch keinen Sonderweg dar, dennoch ist es einzigartig für Deutschland, dass diese strikte Trennung durch institutionelle Regelungen und starke Interessengruppen aufrechterhalten wird.
Kinderkrippen sind für Kinder unter 3 Jahren und sind entweder eigenständig oder als Gruppe innerhalb eines Kindergartens organisiert. Tagespflege spielt eine große Rolle. In den neuen Bundesländern ist die Zahl der verfügbaren Plätze wesentlich höher und auch die Zeitstrukturen unterscheiden sich deutlich.
|                     | Krippen- plätze | Anteil der Ganztags- plätze an Krippen- plätzen | Kinder- garten- plätze | Anteil der Ganztags- plätze an Kindergar- tenplätzen |
| ------------------- | --------------- | ----------------------------------------------- | ---------------------- | ---------------------------------------------------- |
| Westl. Bundesländer | 2,7 %           | 72,0 %                                          | 88,1 %                 | 24,2 %                                               |
| Östl. Bundesländer  | 36,9 %          | 97,8 %                                          | 105,1 %                | 98,2 %                                               |

Der zeitliche Umfang der Betreuung differiert zwischen den Bundesländern erheblich. Für Kinder in KiTas zeigen die vertraglich vereinbarten Betreuungszeiten erhebliche Unterschiede im Bundesländervergleich. Bei der Nutzung einer Ganztagsbetreuung zeigt sich eine Spannbreite zwischen Baden-Württemberg, wo lediglich 8 % der Nichtschulkinder ab drei Jahren mehr als 7 Stunden Betreuung täglich in einer KiTa nutzen, und Thüringen, wo es 88 % sind. Bei der Betreuungszeit von unter fünf Stunden täglich in einer KiTa zeigen sich ebenfalls deutliche Spannbreiten. So nutzen von den Nichtschulkindern ab drei Jahre in Thüringen 6,5 % diese Betreuungszeit, während in Niedersachsen über 74 % nur halbtags in einer KiTa sind.

#### Institutionelle Organisation
Die Verwaltungszuständigkeit liegt bei den kommunalen Jugendämtern, in Bayern ist jedoch durch die landesrechtliche Zuordnung zum Bildungsbereich das Land zuständig (Bildungsministerium).
Zuständige Träger im Bereich der Kinder- und Jugendhilfe sind die Kreise und kreisfreien Städte sowie überörtliche Träger, sofern diese durch Landesrecht bestimmt sind. (§ 79 Abs. 1 SGB VIII)
Es gilt der Vorrang freier Träger (§4 Abs. 2 SGB VIII), d. h. Die Wohlfahrtsverbände, Kirchen, NGOs und privaten Vereine haben ein Vorrecht, Kinderbetreuung anzubieten. Die öffentlichen Träger haben die Gesamt- und Planungsverantwortung und für sie besteht eine objektive Rechtspflicht, für ein bedarfsgerechte Angebot an Ganztagsplätzen zu sorgen (Hinwirkungspflicht, §24 Abs. 1 Satz 2 SGB VIII), sowie für Kinder unter drei Jahren ein bedarfsgerechtes Angebot an Plätzen in Tageseinrichtungen / Kindertagespflege vorzuhalten (§24 Abs. 2 SGB VIII).
Die Finanzierungszuständigkeit folgt der Verwaltungszuständigkeit, liegt also überwiegend in kommunaler Zuständigkeit, diese leisten im Bundesdurchschnitt etwa 85 % der Gesamtkosten, ergänzend durch Elternbeiträge und Eigenanteile der Träger sowie geringe Beiträge der Länder.
Die Länder haben die Ausgestaltung der Finanzierung sehr unterschiedlich geregelt und sind in unterschiedlichem Umfang direkt an der Finanzierung beteiligt, in den Stadtstaaten findet sich weitgehende direkte Beteiligung, in Niedersachsen ist hingegen gar keine direkte Beteiligung des Landes vorgesehen.
Erhebliche Unterschiede bestehen auch bei der Festlegung der Elternbeiträge, die nicht immer auf Länderebene festgesetzt sind. Einer Diskussion um Chancengleichheit und einer qualitativen Verbesserung des „Vorschuljahres“ folgend, bieten einige Bundesländer inzwischen das letzte Kindergartenjahr vor der Schule beitragsfrei an. Gestartet ist damit das Saarland bereits im Jahr 2000. Berlin, Rheinland-Pfalz, Hessen und Niedersachsen (2007) zogen in den vergangenen Jahren nach. In Hamburg wird das letzte Kindergartenjahr ab August 2009 kostenfrei angeboten. Auch in Schleswig-Holstein soll das letzte Kindergartenjahr mit Wirkung ab dem 1. August 2009 beitragsfrei sein. Bei dieser Regelung tragen die Länder einen unterschiedlich ausgestalteten Betrag. Rheinland-Pfalz führt 2009 das zweite beitragsfreie Kindergartenjahr ein, mit dem Ziel, bis 2010 den Kindergarten ganz beitragsfrei zu gestalten.
Ganztagsplätze sind vielerorts rar und machen in den alten Bundesländern nur ein knappes Viertel an allen verfügbaren Plätzen aus (In den neuen sind es nahezu alle). Die Öffnungszeiten, insbesondere die Schließzeit während der Sommerferien, sind schlecht an die Bedürfnisse arbeitender Eltern angepasst. Eltern haben keine Mitbestimmungsrechte im Kindergarten, sie werden lediglich informiert und angehört. Seit dem 1. Januar 1996 haben Kinder ab dem vollendeten 3. Lebensjahr einen subjektiv-öffentlichen Rechtsanspruch auf den Besuch einer Kindertagesstätte (§ 24 Abs. 3 SGB VIII), die Umsetzung dieses Rechtsanspruchs erfolgt in den Ländergesetzen. Zum 1. Januar 2004 trat das Gesetz zum qualitätsorientierten und bedarfsgerechten Ausbau der Tagesbetreuung (TAG) in Kraft, in dem jedoch keine neuen Rechtsansprüche festgelegt wurden. Zudem gibt es eine Bereitstellungsverpflichtung für bedarfsangemessene Plätze für Kinder unter drei Jahren und im schulpflichtigen Alter (§24 Abs. 2 und 3 SGB VIII). Eine Anspruchsberechtigung kann sich auch als Hilfe zur Erziehung ergeben, wenn eine dem Wohl des Kindes entsprechende Erziehung nicht gewährleistet ist (§27 Abs. 1 SGB VIII). Nach § 24 Abs. 3 SGB VIII sind für Kinder im Alter von unter drei Jahren Plätze vorzuhalten wenn die Erziehungsberechtigten beide erwerbstätig, arbeitssuchend oder in Ausbildung sind. Der Umfang der Betreuung richtet sich hierbei nach dem Bedarf. Das 2008 in Kraft getretene Kinderförderungsgesetz soll den Ausbau eines qualitativ hochwertigen Betreuungsangebotes beschleunigen und so den Eltern echte Wahlmöglichkeiten eröffnen. Nach Abschluss der Ausbauphase ab dem 1. August 2013 wurde der Rechtsanspruch auf einen Betreuungsplatz für alle Kinder vom vollendeten ersten bis zum vollendeten dritten Lebensjahr eingeführt.

#### Entwicklungstendenzen, aktuelle Herausforderungen und Diskussionen
Seit der Einführung eines Rechtsanspruchs auf einen Kindergartenplatz hat ein erheblicher Ausbau der Plätze in Kindertageseinrichtungen stattgefunden. Bemängelt wird jedoch weiterhin, dass es in den meisten Bundesländern noch eine zu niedrige Versorgungsquote gibt (unter 88 %) und dass es zu wenig Angebote für Ganztagsbetreuung gibt (Bundesdurchschnitt bei 21 %). Die Öffnungszeiten stimmen nicht mit dem Bedarf arbeitender Mütter überein. Zudem sind die Kinder bildungsferner Schichten und Kinder mit Migrationshintergrund unterrepräsentiert. Das Benchmarking der EU für Plätze unter 3-jähriger für 2010 scheint nicht erfüllbar. Neben der Frage der institutionellen Ordnung der Kindertagesstätten drängt die Frage der inhaltlichen Ausrichtung immer mehr in den Vordergrund. Einige Länder wie Niedersachsen, Sachsen-Anhalt und Nordrhein-Westfalen versuchen durch Transferprojekte aus Wissenschaft und Praxis die inhaltliche Qualität der frühkindlichen Bildung intensiver zu stärken.
In Deutschland ist immer noch überwiegend die Praxis des männlichen Ernährermodells vertreten, in der die Mutter zur Kinderbetreuung ihre Erwerbstätigkeit unterbricht und der Vater die Rolle des Ernährers bekleidet. Häufig anzutreffen ist inzwischen auch das „modifizierte“ Ernährermodell, in dem die Mutter nicht ganz aussteigt, sondern auf eine Teilzeitstelle umschwenkt. Beide Muster sind sequentiell. Mit der Reform der Erziehungsurlaubs in 2000 und der Einführung eines Rechts auf Teilzeitarbeit wurden erste Schritte getan. In diese Richtung deuten auch die Einführung des Elterngeldes im Sinne einer Lohnersatzleistung sowie der vorangetriebene bedarfsichernde Ausbau der Krippen. Diese Entwicklungen sind dazu angelegt, dass das Modell einer parallelen Vereinbarkeit Praxis wird.
Die föderalistischen Strukturen in Deutschland werfen eigene Probleme auf. Bei der Frage, welchem Kompetenzbereich die Kindergartenerziehung zugeordnet wird, sind die sich daraus ergebenden unterschiedlichen Gesetzgebungskompetenzen entscheidend. Aus einer Zuordnung zum Bildungsbereich würde sich eine Gesetzgebungs- und Verwaltungskompetenz der Länder ergeben, der Bund übt die Aufsicht aus. Aus der bestehenden Zuordnung zum Sozialwesen ergibt sich eine Kompetenz des Bundes, da für diesen Bereich eine Konkurrierende Gesetzgebungskompetenz des Bundes besteht, die Verwaltungskompetenz liegt bei den Ländern.
Es wird als im europäischen Vergleich einzigartig bezeichnet, dass in Deutschland eine rigide institutionelle Trennung des Bereichs für Kinder unter dem Schulalter (Fürsorge / Kinder- und Jugendhilfe) und dem Bereich des Schulalters (Bildungssystem) durch institutionelle Verflechtungen und starke Interessengruppen bestätigt und aufrechterhalten wird. Dies bestätigt Pfadabhängigkeiten und wirkt als Hindernis gegen einen dynamischeren Ausbau der frühkindlichen Erziehungsstrukturen.
In der bestehenden Zuordnung der Kleinkinderziehung zur Fürsorge ist es nicht möglich, eine finanzielle Beteiligungspflicht des Bundes zu erreichen. Die Kommunen sind mit der Finanzierung angesichts leerer Kassen jedoch überfordert und „gehören zu den heftigsten Kritikern der Ausweitung ihrer Verpflichtung zur Bereitstellung von Plätzen … ohne Reformen der Finanzverfassung.“ Der notwendige Ausbau der Betreuungsinfrastruktur wird derzeit blockiert durch die sogenannte Föderale Finanzierungsverflechtungsfalle dergestalt, dass gegenwärtig die Kosten vor allem bei den Kommunen anfallen, den Nutzen aber eher Bund, Bundesländer und Sozialversicherungen haben.

#### Diskurs und Kritik
In Deutschland wird die frühkindliche Bildung teils im Zusammenhang mit der Frage der Schulfähigkeit von Kindern betrachtet: Frühzeitig erworbene Fähigkeiten werden als Begründung für eine Flexibilisierung des Zeitpunkts der Einschulung angeführt. So könne eine Unterforderung einzelner Kinder vermieden werden. Dieser Ansatz trifft auf Kritik, da Kinder überfordert werden könnten und ausreichende Gelegenheiten zum Spiel nicht gewährleistet seien. Frühkindliche Bewegungs- und Spielerziehung bis hin zu einer Sporterziehung im Sportkindergarten begünstigen nicht nur die motorische, sondern auch die Willenserziehung und die Lernbereitschaft und schaffen durch immer neue Reize günstige Voraussetzungen für das Lernen.
Auch bezüglich der Bildungsaufgaben von Kindergärten bestehen unterschiedliche Auffassungen. Sie werden einerseits als Orte der Vorbereitung auf die Schule aufgefasst, mit eigenständigem Lehrplan, andererseits als Einrichtungen in einem von der Schule abzugrenzenden Bereich, in dem ein ganzheitlicher, umfassender Bildungsbegriff gegen standardisierte Lehrpläne Vorrang habe.
Teils wird der Begriff auf die Altersspanne von 0 bis 10 Jahren angewandt.

### Frankreich
In Frankreich besteht die Möglichkeit des Besuchs der école maternelle für Kinder von zwei bis sechs Jahren. Von den Kindern, die drei Jahre oder älter sind, besuchen 99 % die école maternelle; von den Zweijährigen sind es 35 %.
Ab dem Lebensalter von ungefähr zweieinhalb Monaten können Kinder in einer crèche (Kinderkrippe) oder einer halte-garderie (Hort zur Kurzzeitbetreuung) betreut werden, wobei jeweils der Frühförderung eine wichtige Rolle zugemessen wird. Zusätzlich gibt es verschiedene Modelle der Betreuung durch eine assistante maternelle (Tagesmutter).

### Großbritannien

#### Historische Entwicklung seit dem 19. Jahrhundert
Frühkindliche Bildung hat in Großbritannien eine lange Tradition. Bereits im 18. Jahrhundert gab es organisierte Formen von Betreuung und Bildung für Kinder. Die Organisation dieser Betreuung basierte meist auf freiwilliger und philanthropischer Basis. Im 19. Jahrhundert waren es vor allem John Locke und Jean-Jacques Rousseau, später auch Friedrich Fröbel, Johann Heinrich Pestalozzi und Maria Montessori, die die vorschulische Erziehung in England beeinflusst haben.
Es waren die Klassenunterschiede („class division“) die in Großbritannien wesentlich dazu beigetragen haben, Kinderbetreuung und entsprechende institutionelle Organisationsformen (neben anderen sozialen Institutionen) maßgeblich zu gestalten. Das Verhältnis von Kirche und Staat war nicht gestört durch die Verteilung von Kompetenzen hinsichtlich von Sozial- und Familienpolitik. Vielmehr war das Problem der Klassenunterschiede für Großbritannien aus zweierlei Gründen wichtig, zum einen wegen einer frühen, starken Industrialisierung und zum anderen, resultierend aus der Industrialisierung, einer Herausbildung der industriell-arbeitenden Klasse, die völlig losgelöst von agrarischen Strukturen arbeitete.
Klassenunterschiede sind in Großbritannien seit jeher maßgeblicher Einflussfaktor für die Entwicklung von vorschulischen Betreuungsformen. Seitens des Staates wurde das Problem der Kinderbetreuung nur widerwillig aufgegriffen, letztlich war es aber unumgänglich. Kinder, die aus armen Verhältnissen stammten, wurden mit dem Ziel der Versorgung und einer rudimentären Ausbildung im Schreiben und Rechnen in staatlich finanzierten Einrichtungen betreut. Mittel- und Oberschicht grenzten sich durch die Wahl von privat finanzierten Betreuungseinrichtungen (sogenannter Public Schools) von der Arbeiterklasse ab.
Historisch betrachtet gab es in Großbritannien nur eine geringe, langsam erwachende öffentliche Verpflichtung, Kinderbetreuung zu organisieren. Gestützt wurde dies durch ein lange vorherrschendes „male-breadwinner family model“. Für Frauen war Teilzeitarbeit die einzige Möglichkeit für die Vereinbarkeit von Familie und Beruf.
Allerdings gilt es auch hier wieder die Klassenunterschiede zu beachten. Je nach sozialem Status variieren die Bilder von Mütterlichkeit und Inanspruchnahme von inner- und außerhäuslicher Betreuung. In Großbritannien waren Kinderbetreuung und Schule für lange Zeit in Verantwortung lokaler Behörden. Finanziert wurden Betreuungseinrichtungen durch Gebühren und staatliche Zuschüsse.

#### Grundstrukturen heute
Das vorschulische Betreuungs- und Bildungssystem Großbritanniens wird durch eine Vielzahl von unterschiedlichen Angeboten strukturiert. Neben staatlichen und kommunalen Einrichtungen gibt es auch eine Vielzahl privater Angebote der Kinderbetreuung. Es gibt Crèches (Krippen), Toddler-Groups (Kleinkindgruppen), Pre-School- und Playgroups (Vorschul- und Spielgruppen), Childminders (Tagesmütter), Home-Childcarers (heimische Kinderbetreuung), Nannies (Kindermädchen), Maternity Nurses (Säuglingsschwestern), Neighbourhood Nurseries (Nachbarschaftskindergärten), Nursery Schools (Kindergärten) und Reception Classes (Vorschulklassen).
Zur Bestimmung von Gruppengröße und Betreuungsschlüssel in den „Nursery Schools“ gibt es keine rechtlich festgelegten Rahmenbedingungen. Im Children Act von 1989 wird lediglich die Empfehlung ausgesprochen, „26 Kinder durch zwei Erwachsene (ein/e qualifizierte/r Lehrer/in und ein/e Assistent/in = nursery assistant) betreuen zu lassen. Das School Standards and Framework Act von 1998 empfiehlt für die „Reception Class“ eine Klassengröße von maximal 30 Kindern“.
Für Kinder unter drei Jahren gibt es kein staatlich gefördertes Betreuungsnetz. Es ist den Eltern überlassen, bei Bedarf selbst Betreuungsmutter oder eine Krippe zu finden und zu bezahlen.
Kinder unter fünf Jahren besuchen zu zwei Drittel eine Betreuungseinrichtung (etwa die „Nursery School“). Der Anteil stieg von 21 Prozent im Jahr 1970/71 auf 64 Prozent im Jahr 2007/08. Diese Zahl reflektiert teilweise die erhöhte Bereitstellung von Kinderbetreuungsplätzen. 2007/08 gab es 3.273 staatlich geförderte „Nursery Schools“, während es 1970/71 nur 723 Schulen waren. 35 Prozent der drei- und vierjährigen Kinder wurden 2007/08 in anderen Betreuungsangeboten, bspw. Spielgruppen, betreut. „1999 waren 98 % aller Vierjährigen in einem Vorschulprogramm angemeldet. 56 % besuchten Eingangsklassen (Reception Class), die an die Primarschule angegliedert sind. Weitere 22 % besuchten Nursery Schools in der Trägerschaft von Lokalen Bildungsbehörden (LEAs), 15 % private und ehrenamtlich betreute Angebote (z. B. Playgroups) und 5 % unabhängige Vorschulen (bspw. Private Day Nurseries).“
„Fast alle Einrichtungen im Bereich der frühkindlichen Betreuung sind Ganztagseinrichtungen, wobei die überwiegende Mehrheit öffentliche Schulen sind. Die britische Regierung hat sich mit den 1990er verfassten National Childcare Strategies für die Belange der vorschulischen Bildung und Betreuung verpflichtet. Ziel ist die Verbesserung von Qualität in der Betreuung sowie die Schaffung zusätzlicher Betreuungsplätze.“
Seit 2004 sind für alle drei- und vierjährige Kinder freie Teilzeitplätze in den „Nursery Schools“ verfügbar, sofern die Eltern Bedarf anmelden.
Die britische Regierung versucht durch eine Kooperation mit privaten Einrichtungen das Angebot der öffentlich finanzierten Betreuung und Bildung zu erhöhen und zu verbessern. Diese Kooperationseinrichtungen erhalten dann finanzielle Unterstützung von der Regierung.

#### Institutionelle Organisation
Sämtliche Bereiche des staatlichen Bildungswesens werden auf zentraler Ebene verantwortet. Das Department for Education and Skills (DfES) delegiert nur teilweise Aufgaben (bspw. an Ofsted). Die Vorschulerziehung schließt alle Kinder im Alter von 0 bis 5 Jahren ein. Drei- bis vierjährige Kinder besuchen am häufigsten „Nursery Schools“. Diese sind eigenständige Einrichtungen, in manchen Fällen aber an „Primary Schools“ angeschlossen. Kinder im Alter von vier Jahren können auch die sog. „Reception Class“ (Vorschulklasse) besuchen. Diese ist Teil der „Primary School“. Der Besuch einer vorschulischen Einrichtung ist freiwillig, der Besuch von öffentlichen Einrichtungen zudem kostenfrei. Die Schulpflicht beginnt in Großbritannien für Kinder im Alter von fünf Jahren. In Großbritannien gibt es seit 2000 einen „Foundation Stage Curriculum“, ein Bildungsplan für drei- bis fünfjährige Kinder. „Der Education Act aus dem Jahr 2002 verpflichtet alle staatlich geförderten Schulen und vorschulischen Einrichtungen (dazu zählen auch die Early Excellence Centres und die Children's Centres), die Umsetzung eines Curriculums sicherzustellen. Ziel dieses Curriculums ist die Förderung der geistigen, moralischen, kulturellen und körperlichen Entwicklung der Kinder innerhalb und außerhalb von Schulen und vorschulischen Einrichtungen.“ Das Foundation Stage Curriculum gilt für Kinder im Vorschulalter. Durch geplante spielerische Aktivitäten soll sichergestellt werden, dass alle Kinder die Möglichkeit haben, ihr ganzes Potential auszuschöpfen und den bestmöglichen Start für ihre Ausbildung zu erhalten.
In der Gestaltung des vorschulischen Betreuungssystems wird deutlich, dass dieser Teil des Bildungsbereichs Kinder auf die Schule vorbereiten soll. Bücher nehmen bspw. einen zentralen Stellenwert in der Arbeit im vorschulischen Bereich ein. Außerdem unterstreicht das nationale Curriculum die Bedeutsamkeit institutionellen Erziehung von Kindern.

#### Entwicklungstendenzen und aktuelle Herausforderungen
In Großbritannien ist man stetig bemüht, soziale Ungleichheiten zu bekämpfen und Chancengerechtigkeit durch faire Bedingungen zu schaffen. Eine große Zahl gesetzlicher Unternehmungen verdeutlicht dies.
1997 wurden in Großbritannien erste „Early Excellence Centres“ gegründet.
Mit dem 1998 in Kraft getretenen School Standards and Framework Act überträgt die Regierung die Verantwortung zur Schaffung von ausreichenden Betreuungsplätzen für Kinder im Alter von 2 bis 5 Jahren auf lokale Ebene (Für vierjährige Kinder gibt es seither freie Teilzeitplätze für 5 ½ Stunden pro Tag, fünf Tage die Woche). Seit 2004 sind auch für dreijährige Kinder Teilzeitplätze verfügbar, sofern die Eltern Bedarf anmelden.
2003 wurde die „Sure Start“ Initiative durch das DfES ins Leben gerufen. Wesentlich ist es Plätze für alle Kinder zur Verfügung zu stellen, Gesundheitserziehung, Bildung zu unterstützen und die emotionale Entwicklung zu fördern (ein Angebot, das verstärkt in sozialen Brennpunkten angeboten wird).
Mit dem Gesetz von 2004 „Every Child matters“ wir zusätzlich ein effektiver Service, der sich an den Bedürfnissen der Kinder und ihren Familien orientiert, angestrebt. Außerdem wurde durch das Gesetz die Planung und Inspektion der „Early Education“ weiter erhöht. Die Unterstützungen für Familien stehen außerdem mit dem Ziel einer Verringerung der Kinderarmut in Zusammenhang.

### Dänemark

#### Historische Entwicklung seit dem 19. Jahrhundert – Anfänge und Wandel
In Dänemark herrschte im 19. Jahrhundert eine zweigliedrige, klassenbezogene Politik, die Auswirkungen auf die Errichtung von Kindergärten hatte. Somit wurde zum einen 1829 die erste Krippe für die Kinder von Arbeiterinnen mit starker Betonung von Disziplin und Sauberkeit und zum anderen 1870 die Fröbel-Kindergärten für die wohlhabenderen Schichten mit pädagogischem Programm gegründet. Zu Beginn des 20. Jahrhunderts entstanden integrierte Einrichtungen als Volkskindergärten. In diesen Einrichtungen wurden die Erziehung und die Betreuung vereint. Seit 1919 begann die öffentliche Subvention der Kindertageseinrichtungen. Die Voraussetzung dessen war, dass zwei Drittel der Kinder aus Familien mit einem geringen Einkommen stammen mussten. Das wurde auch als Charaktermerkmal des residualen Modells beschrieben. Das residuale Modell besagt grundsätzlich, dass die Kinder zu Hause bleiben sollen, ihnen wird aber dennoch ein Kindergartenplatz zugesprochen. 1949 wurden auch Kindergärten für Kinder höherer Schichten öffentlich bezuschusst. Schließlich besteht seit 1951 die gesetzliche Verpflichtung der Kommunen, Kindertageseinrichtungen zu subventionieren. 1964 kam es letztendlich zu einem Wendepunkt. Das residuale wurde vom universalen Modell abgelöst. Die Zielgruppe waren nun alle Kinder. Es setzten sich somit seit den 60er Jahren schrittweise universalistische Elemente durch. Dabei wurde das Konzept der vorbeugenden Kinderfürsorge (Einrichtung als Politik der Fürsorge und Prävention) durch das einer sozialpädagogischen Einrichtung ersetzt. Diese Entwicklung basierte auf der Übereinstimmung unterschiedlicher Parteien, wobei kindbezogene und pädagogische Argumente im Vordergrund standen.

#### Grundstrukturen heute und einige Daten über den Umfang der öffentlichen Betreuung
Die Grundstrukturen beziehungsweise die Charakteristika des dänischen Kinderfürsorgemodells sind: 1. das relativ hohe öffentliche Engagement der Unterstützung, des Organisierens und die Finanzierung der nicht schulpflichtigen Kinder; 2. ist der Universalismus das zentrale Kriterium für die Politik; 3. die sozialpädagogischen Ziele der Dienstleistungen stehen bei der Kinderfürsorge im Vordergrund.
Neben der öffentlichen Angebote der Kindertagesbetreuungen gibt es auch private Gruppen, die oftmals von den Eltern organisiert werden. Diese pool-scheme Zentren für Kinder werden auf der Basis einer Pro-Kind-Pauschale finanziell gefördert. Die Organisatoren der Zentren sind häufig Eltern im Elternurlaub oder nicht erwerbstätige Eltern. Die Kommunen entwickeln auch insbesondere für diese Zielgruppe zunehmend offene Angebote. Auch die Wahlmöglichkeit zwischen öffentlichen und privaten Formen der Kinderbetreuung ist seit 1998 in Dänemark gesetzlich im Gesetz über soziale Dienstleistungen geregelt. Des Weiteren kann die Kommune den Eltern eine Geldleistung als Alternative zu einem Kinderbetreuungsplatz anbieten.
Seit den 1960er und 1970er Jahren kam es zur Expansion der Versorgungsquoten und zwar mit dem Ziel die Frauenerwerbstätigkeit zu erhöhen und universelle pädagogische Ansätze für Kinder auszuweiten. Die Versorgungsquoten für Kinder unter/über drei Jahren bis zum Schulalter aus dem Jahre 1995 liegt für die unter Dreijährigen bei 50 % und der Anteil der Plätze für Kinder ab 3 bis 5 Jahren beläuft sich auf 80 %. Wohingegen die Versorgungsquoten am Ende der 1950er Jahre bei 10 % der 3- bis 6-Jährigen und bei 5 % der unter 3-Jährigen gelegen haben. Weiterhin haben sich seit Mitte der 1990er Jahre separate schulische Angebote für Kinder im Vorschulalter etabliert, die zunächst als Teilzeitangebot nur für die Gruppe der sechsjährigen Kinder konzipiert wurde. Der Grund dafür war die späte Schulpflicht (7 Jahre) der Kinder. Diese Vorschulklassen an Grundschulen bestehen neben den Kindertageseinrichtungen, die vormittags als separates 3- bis 4-stündiges Teilzeitangebot von 98 % der 5- bis 6-jährigen Kinder (seit 1990 werden auch 5-jährige aufgenommen) im Jahre 1995 besucht wurden, oftmals auch in Kombination mit dem anschließenden Besuch von ganztägigen Tagesstätten. Die Vorschulklassen fallen in den Zuständigkeitsbereich des Bildungsministeriums und auf örtlicher Ebene der Schulverwaltung.

#### Institutionelle Organisation
Die Kindertagesstätten für die Altersgruppe der 3- bis 7-jährigen Kinder sind dem Bereich der öffentlichen Fürsorge beziehungsweise dem Sozialwesen zugeordnet und folgen dem Jugendhilfe-Modell der Organisation von Kindertageseinrichtungen. Diese Kindertageseinrichtungen wurden seit den 1970er Jahren mit dem Ziel der Förderung einer Arbeitsmarktintegration von Frauen beziehungsweise erwerbstätigen Müttern ausgebaut. Ein weiteres Leitbild war „der Ausbau von sozialpädagogisch orientierten Kindertageseinrichtungen im Rahmen kommunaler Jugendhilfe sowie gleichstellungspolitische Reformen von Sozial- und Steuerpolitik.“ Die Verwaltungszuständigkeit lag vorerst in den 1920er Jahren beim Nationalen Erziehungsministerium und ging 1933 seit der Gründung des Sozialministeriums auf dieses über. Und seit dem Sozialgesetz von 1974, das 1976 in Kraft getreten ist, ist das Parlament „für die Gesetzgebung betreffend Finanzierungsstrukturen, Anforderungen an Fachkräfte“ und für die Elternbeiträge zuständig. Die Kommunen hingegen entscheiden autonom über den Umfang des Angebots, über das Verhältnis von Kinderbetreuungseinrichtungen und der Tagespflege, sowie über die Preise für Dienstleistungen und der Personalausstattung. Die Finanzierung erfolgte seit 1933 durch staatliche Subventionen des Sozialministeriums und seit 1951 besteht eine Mitfinanzierungspflicht der Kommunen. Indessen liegt die Finanzierungszuständigkeit seit 1964 zu gleichen Teilen beim Staat, den Kommunen sowie den Elternbeiträgen. Ferner wurde „1987 die gezielte staatliche Subventionierung durch eine pauschale Zuwendung als Blockförderung an die Kommunen ersetzt (Aufhebung der Zweckbindung), aber ergänzt durch staatliche Subventionsmöglichkeiten für spezifische Zwecke.“ Des Weiteren betragen die Elternbeiträge für die unter Drei- bis Fünfjährigen nicht mehr 30 %, sondern seit 2000 bis zu maximal 33 % der Gesamtkosten. Und zwar unter der Voraussetzung, dass die Kommunen einen Platz garantieren. Diese „Kinderbetreuungsgarantie“ gewähren seit 2000 die meisten Kommunen für Kinder von 1 bis 5 Jahren, die mehrere Wahlmöglichkeiten zwischen verschiedenen Angebotsformen umfasst. Diese kommunale Betreuungsgarantie kommt funktionell einem Rechtsanspruch gleich. Die Eltern können jedoch seit 1993 Einfluss über die Ausgaben und Öffnungszeiten, als sogenannte Elternbeiräte, üben.
Insgesamt kommen in Dänemark auf einen Erzieher 6 Ein- bis Dreijährige oder 10 Drei- bis Sechsjährige. Die Ausbildung als sogenannter Pædagog mit einem „Berufs-Bachelor“ als Abschluss dauert zweieinviertel Jahre. Sie enthält zweimal sechs Monate und einmal drei Monate Praktikum. Diese Ausbildung der dänischen Pædagogs folgt dem Ideal des selbstbestimmten Kindes. Ferner ist es möglich, über den „Berufs-Bachelor“ hinaus, in zwei weiteren Jahren an der DPU den Abschluss zum „Kandidaten“ oder in einem Jahr an einem Seminar-nahen Fortbildungszentrum (CVU) das „Diplom“ und nach einem weiteren Jahr an der DPU den „Master“ zu machen. Nach der Ausbildung zum Pædagog ist es denkbar, in Kindertagesstätten oder in Vorschulklassen zu arbeiten oder sich um Alte, Schwererziehbare, Behinderte und Obdachlose zu kümmern. In den Kitas werden Kinder ganzheitlich, sprich kognitiv, sozial, psychologisch und körperlich gefördert.

#### Entwicklungstendenzen, aktuelle Herausforderungen und Diskussionen
Seit den 1960er und 1970er Jahren kam es zur Expansion der Kindertageseinrichtungen. Diese Entwicklung beruhte auf einer weitgehenden Übereinstimmung der verschiedenen politischen Parteien über die arbeitsmarkt- und gleichstellungspolitischen Ziele und auch die Finanzierungsverantwortung und Kostenteilung zwischen Staat, Kommunen und Eltern. Dänemark besitzt heute europaweit eine der höchsten (Vollzeit-)Frauenerwerbsquoten. Etwa 19 % der dänischen erwerbstätigen Frauen arbeiteten 1999 Teilzeit. Auch der Anteil der Plätze in öffentlichen Kinderbetreuungen für Kinder unter 3 Jahren ist in Europa am höchsten. Auch die Bildungsfragen haben zunehmend an Aufmerksamkeit gewonnen wie zum Beispiel Probleme von Lese- und Schreibschwächen. Aus diesem Grund können seit den 1990er Jahren Kinder im Alter von 5 Jahren in Vorschulklassen der Schulen aufgenommen werden. Die wichtigste Veränderung seit den 1990er Jahren ist „die zunehmende Dezentralisierung der Entscheidungskompetenzen über Kinderbetreuung und die Verlagerung auf die Kommunen.“ Eine weitere bedeutende Veränderung ist, dass Wahlmöglichkeiten verschiedener Betreuungsarrangements für die Kommunen ausgeweitet wurden. Auch zusätzlich, seitdem 1994 der Elternurlaub eingeführt wurde, stellen Kommunen als Alternative zu einem Kinderbetreuungsplatz für die unter Dreijährigen eine ergänzende Beihilfe. Da während des Elternurlaubs keine Tagesstätte in Anspruch genommen werden darf. Durch die Einführung des Elternurlaubs hat sich auch die Nachfrage nach Kinderbetreuungsplätzen für die unter dreijährigen Kinder reduziert.